# Cristianismo en el siglo XIII

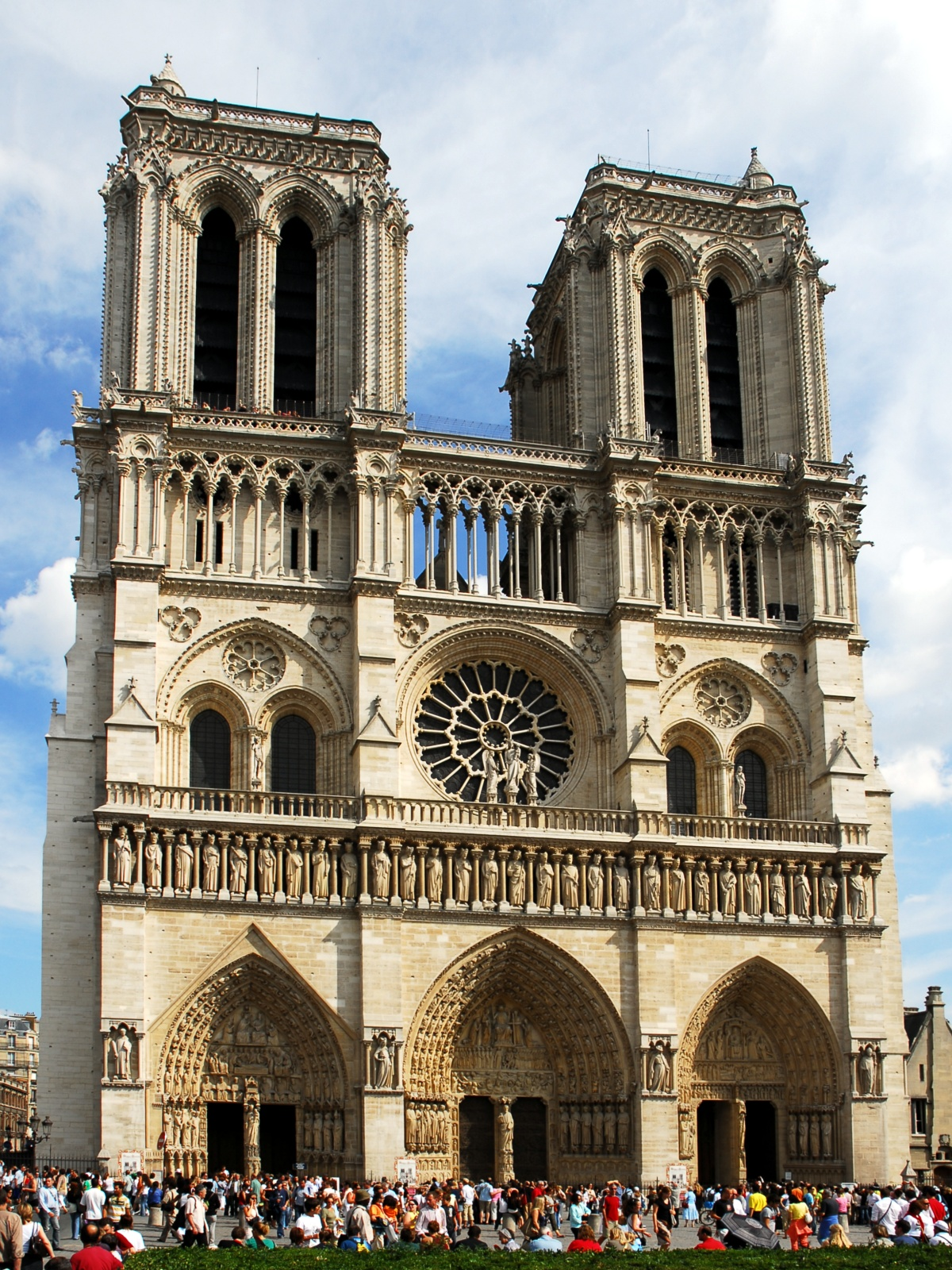
Catedral de Notre Dame de París.

Durante el siglo XIII, la Iglesia bizantina dirigida por Constantinopla continuó afirmando su autoridad universal. En el siglo XIII, esta aseveración se estaba volviendo cada vez más irrelevante a medida que el Imperio Romano Oriental se reducía y los turcos otomanos conquistaban la mayor parte de lo que quedaba del Imperio Bizantino (indirectamente ayudado por las invasiones del Oeste). Las otras iglesias de Europa oriental en comunión con Constantinopla no formaban parte de su imperio y actuaban cada vez más independientemente, alcanzando el estatus de autocéfalo y solo reconociendo nominalmente la posición de Constantinopla en la jerarquía de la Iglesia. En Europa occidental, el Sacro Imperio Romano se fragmentó, haciéndolo también menos imperio.

## El alto escolasticismo y sus contemporáneos
La escolástica originalmente comenzó a reconciliar la filosofía de los antiguos filósofos clásicos con la teología cristiana medieval. No es una filosofía o teología en sí misma, sino una herramienta y un método para aprender que pone énfasis en el razonamiento dialéctico. El propósito principal de la escolástica era encontrar la respuesta a una pregunta o resolver una contradicción. Es más conocida por su aplicación en la teología medieval, pero finalmente se aplicó a la filosofía clásica y muchos otros campos de estudio.

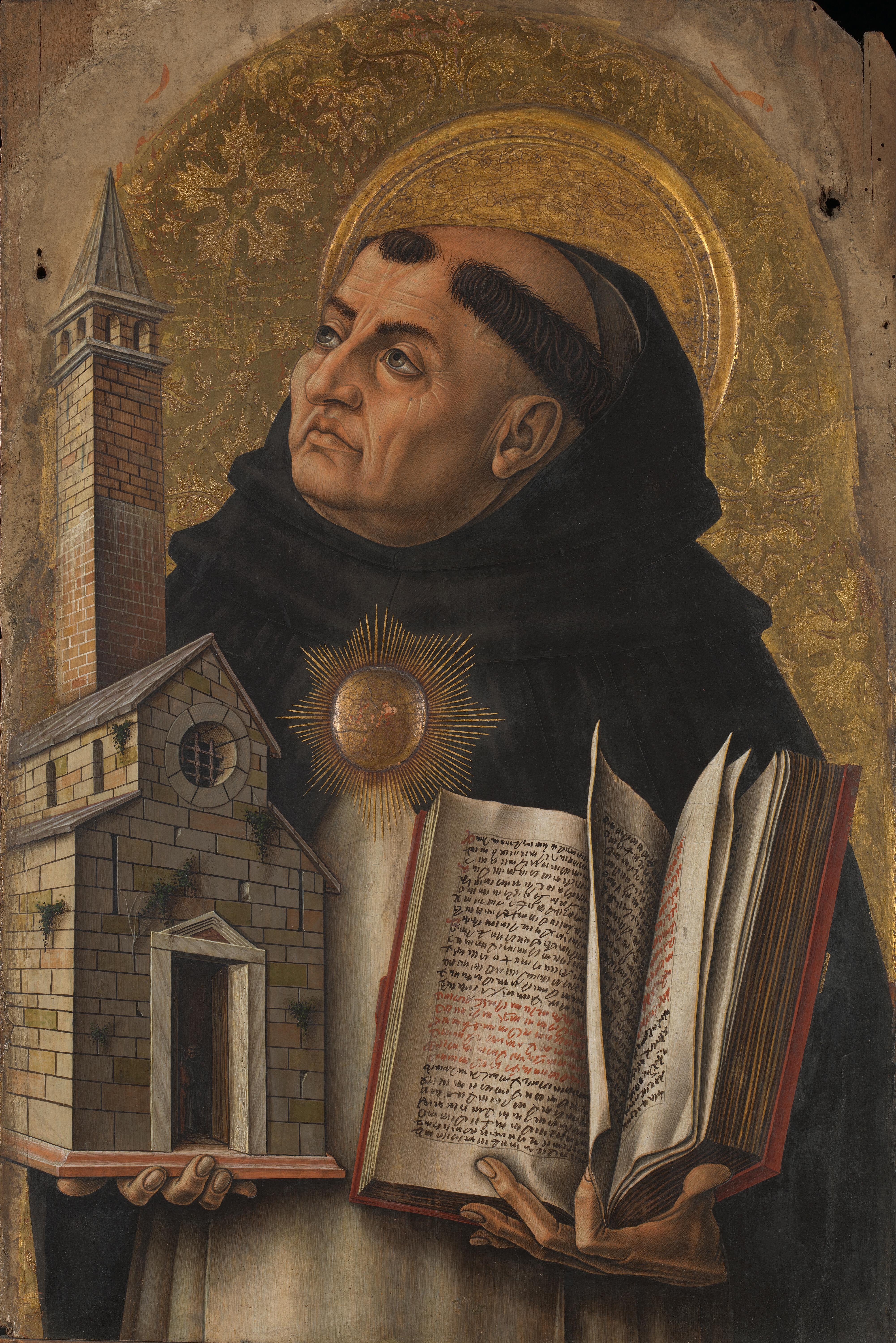
Santo Tomás de Aquino

En el siglo XIII hubo un intento de supresión de varios grupos percibidos como heterodoxos, como los cátaros y los valdenses y el aumento asociado de las órdenes mendicantes (en particular los franciscanos y dominicos), en parte como una forma de alternativa ortodoxa a los grupos heréticos. Esas dos órdenes se convirtieron rápidamente en contextos para algunos de los teólogos escolásticos, produciendo teólogos tan "escolásticos" como Alejandro de Hales (franciscano) y Tomás de Aquino (dominico), o el franciscano Buenaventura de Fidanza. También hubo un florecimiento de la teología mística, con mujeres como Matilde de Magdeburgo que desempeñaron un papel prominente. Además, el siglo puede considerarse como un período en el que el estudio de la filosofía natural que podría denominarse anacrónicamente "ciencia" comenzó a florecer en manos de hombres como Roberto Grosseteste y Roger Bacon.
Los autores notables incluyen a
- Santo Domingo de Guzmán
- Roberto Grosseteste
- Francisco de Asís
- Alejandro de Hales
- Matilde de Magdeburgo
- Roger Bacon

- Buenaventura de Fidanza
- Tomás de Aquino
- Ángela de Foligno

## Órdenes Religiosas occidentales
Las órdenes monásticas, especialmente los benedictinos, cistercienses y premonstratenses, continuaron desempeñando un papel importante en la Iglesia católica a lo largo del siglo XIII. Las órdenes mendicantes, que se centraron en la pobreza, la predicación y otras formas de ministerio pastoral, se fundaron en ese momento. Las cuatro Órdenes Mendicantes reconocidas por el Segundo Concilio de Lyon son:
- La orden de Predicadores (dominicos), fundada en 1215 por Santo Domingo de Guzmán.
- Los frailes menores (franciscanos), fundada en 1209 por San Francisco de Asís
- Los ermitaños de San Agustín (agustinos), fundados en 1256 cuando se unieron diferentes comunidades que seguían la Regla de San Agustín.
- La orden de Nuestra Señora del Monte Carmelo (carmelitas), que se fundó en Tierra Santa en el siglo XII pero llegó a Europa en el siglo XIII.

## Cruzadas
La Cuarta Cruzada, autorizada por Inocencio III en 1202, tenía la intención de recuperar Tierra Santa, pero pronto fue subvertida por los venecianos que utilizaron las fuerzas para saquear la ciudad cristiana de Zara. Finalmente, los cruzados llegaron a Constantinopla, pero en lugar de seguir hasta Tierra Santa, los cruzados saquearon Constantinopla y otras partes de Asia Menor, estableciendo efectivamente el Imperio Latino de Constantinopla en Grecia y Asia Menor. Esta fue la última cruzada patrocinada por el papado; las cruzadas posteriores fueron patrocinadas por particulares. Así, aunque Jerusalén se mantuvo durante casi un siglo y otras fortalezas en el Cercano Oriente permanecieron en posesión cristiana durante mucho más tiempo, las cruzadas en Tierra Santa finalmente no lograron establecer reinos cristianos permanentes.
Sin embargo, las cruzadas contra los cristianos en el este por los cruzados católicos no eran exclusivas del Mediterráneo (véase también las Cruzadas del Norte y la Batalla del Hielo). El saqueo de Constantinopla y la Iglesia de la Santa Sabiduría y el establecimiento del Imperio latino como un intento aparente de suplantar al Imperio Bizantino Ortodoxo en 1204 se vio con cierto rencor hasta nuestros días. En el Este se vieron las acciones de Occidente como un factor determinante en el debilitamiento de Bizancio. Esto condujo a la conquista del imperio y su caída en manos del Islam. En 2004, el Papa Juan Pablo II publicó una disculpa formal por el saqueo de Constantinopla en 1204; la disculpa fue aceptada formalmente por el patriarca Bartolomé de Constantinopla. Muchas cosas que fueron robadas en ese momento: reliquias santas, riquezas y muchos otros artículos, todavía continúan en varias ciudades de Europa occidental, particularmente  en  Venecia.
Las cruzadas en el sur de España, el sur de Italia y Sicilia con el tiempo llevaron a la desaparición del poder islámico en estas regiones; los Caballeros Teutónicos expandieron los dominios cristianos en Europa del Este; y las cruzadas mucho menos frecuentes dentro de la cristiandad, como la cruzada albigense, lograron su objetivo de mantener la unidad doctrinal.

### Cuarta cruzada 1202–1204

Los estados cruzados se establecieron en Grecia después de la cuarta cruzada.

La Cuarta Cruzada fue iniciada en 1202 por el papa Inocencio III, con la intención de invadir Tierra Santa a través de Egipto. Debido a que los Cruzados carecían de los fondos para pagar la flota y las provisiones que habían contratado de los venecianos, el Dogo Enrico Dandolo reclutó a los cruzados para devolver a la obediencia a la ciudad cristiana de Zara (Zadar). Debido a que posteriormente les faltaron provisiones los líderes cristianos decidieron ir a Constantinopla, donde intentaron colocar a un exiliado bizantino en el trono. Después de una serie de malentendidos y brotes de violencia, los cruzados saquearon la ciudad en 1204 y establecieron el llamado Imperio latino y una serie de otros estados cruzados en los territorios del Imperio bizantino griego. Esto se considera a menudo como el último punto de ruptura del Gran Cisma entre la Iglesia ortodoxa (Oriente) y la Iglesia católica (Occidente).
Después del saqueo de Constantinopla, gran parte de Asia Menor quedó bajo el dominio de la Iglesia católica y se estableció el Imperio latino de Oriente. Como la conquista de los cruzados europeos no fue exclusiva de la cuarta cruzada, se establecieron muchos reinos de gobierno europeo. Después de la caída de Constantinopla, en el Occidente latino se estableció el Imperio de Nicea, que luego fue el origen de la monarquía griega que derrotó a las fuerzas latinas de Europa y restableció la monarquía ortodoxa en Constantiopla y Asia Menor.

### Cruzadas contra los ortodoxos orientales.

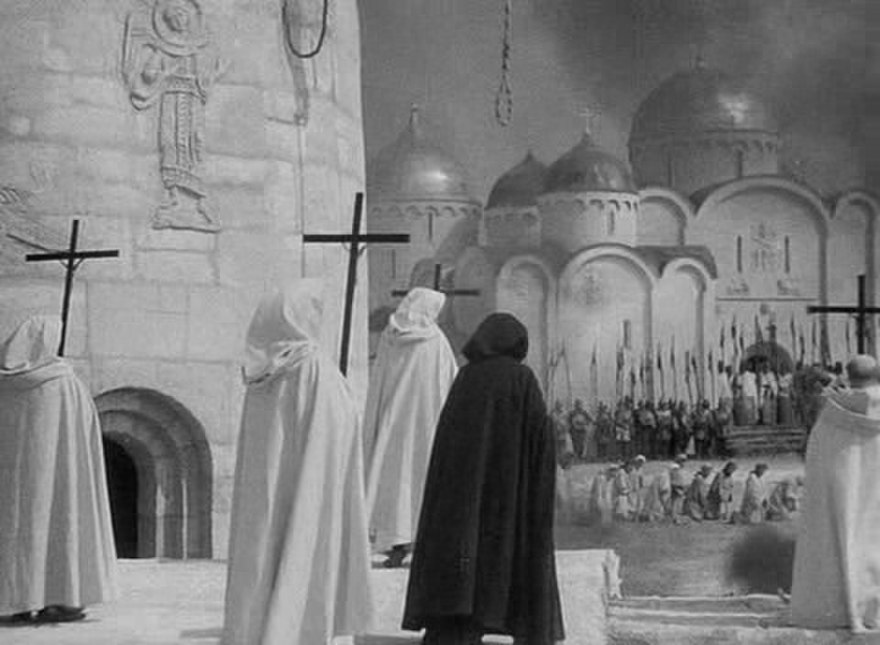
Los Caballeros Teutónicos en Pskov en 1240 como se muestra en Alexander Nevsky de Sergei Eisenstein (1938).

Las cruzadas contra los cristianos en el este por los cruzados católicos no ocurrieron solamente en la cuarta cruzada. El saqueo de Constantinopla y de la Iglesia de la Santa Sabiduría, la destrucción del Monasterio de Stoudios, de la Biblioteca de Constantinopla y el establecimiento del Imperio latino en Constantinopla y también en toda Asia Occidental y Grecia (véase el Reino de Tesalónica, Reino de Chipre) sin embargo, se consideran definitivos. Esto se debe a la percepción de las atrocidades católicas que no son exclusivas de la ciudad capital de Constantinopla en 1204 a partir del período en el Este denominado Francocracia. El establecimiento del Imperio latino en 1204 estaba destinado a suplantar al Imperio Bizantino Ortodoxo. Esto está simbolizado en que muchas iglesias ortodoxas se  convirtieron en propiedades católicas como la iglesia de Santa Sofía y la iglesia del Pantokrator, lo que se ve con cierto rencor hasta nuestros días. Algunos miembros de la comunidad cristiana europea apoyaron activamente el ataque de los cristianos orientales.
Esto fue precedido por un intento de conquista, apoyado por Europa, de Bizancio, Grecia y Bulgaria y otros países cristianos orientales que condujeron al establecimiento del Imperio Latino del Este y del Patriarca Latino de Constantinopla (con varios otros estados cruzados).
Los intentos de la Orden Teutónica de conquistar la Rusia ortodoxa (particularmente la República de Pskov y Novgorod), una empresa respaldada por el Papa Gregorio IX, también pueden considerarse parte de las cruzadas del Norte. Uno de los mayores golpes para la idea de la conquista de Rusia fue la Batalla del Hielo en 1242. Con o sin la bendición del Papa, Suecia también emprendió varias cruzadas contra el Nóvgorod ortodoxo. Muchos en el Este vieron las acciones de Occidente en el Mediterráneo como un factor determinante principal en el debilitamiento de Bizancio que llevó a la eventual conquista del imperio y su caída en manos del Islam.

### Cruzada albigense

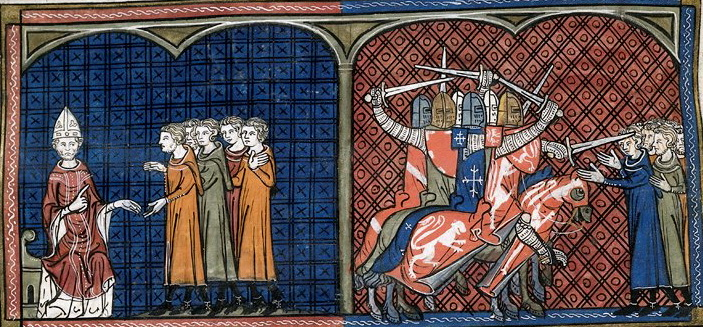
El Papa Inocencio III excomulgando a los albigenses (izquierda), masacre contra los albigenses por parte de los cruzados (derecha)

La cruzada albigense comenzó en 1209 para eliminar a los cataros heréticos de Occitania (el sur de la Francia actual). Fue una lucha de una década que tuvo que ver con las preocupaciones del norte de Francia para extender su control hacia el sur como lo hizo con la herejía. Al final, los cátaros fueron exterminados y los partidarios de la  independencia del sur de Francia fueron vencidos.
Después de que un legado papal fuese asesinado por los cátaros en 1208, el Papa Inocencio III declaró la cruzada albigense. Los abusos cometidos durante la cruzada causaron que Inocencio III instituyera informalmente la primera inquisición papal para prevenir futuras prácticas desviacionistas y para erradicar a los cátaros restantes. Formalizada bajo el papa Gregorio IX, esta inquisición medieval ejecutó un promedio de tres personas por año cuando la herejía estaba en su apogeo. Con el tiempo, la Iglesia o los gobernantes seculares crearon otras inquisiciones para procesar a los herejes, para responder a la amenaza de invasión de los moros o con fines políticos. Se alentó a los acusados a retractarse de su herejía y aquellos que no lo hicieron fueron castigados con penitencia, multas, encarcelamiento, tortura o ejecución mediante quema.

### La cruzada de los niños
La cruzada de los Niños es una serie de eventos posiblemente ficticios o malinterpretados de 1212. La historia dice que un arrebato del viejo entusiasmo popular llevó a una reunión de niños en Francia y Alemania, que el Papa Inocencio III interpretó como una reprensión del cielo a sus indignos ancianos. El líder del ejército francés, Stephen, lideró a 30,000 niños. El líder del ejército alemán, Nicolás, lideró a 7.000 niños. Ninguno de los niños llegó a Tierra Santa; aquellos que no regresaron a sus hogares o se establecieron en la ruta a Jerusalén, murieron en naufragios o de hambre, o fueron vendidos como esclavos en Egipto o el norte de África.

### Quinta cruzada 1217–1221
Mediante procesiones, oraciones y predicación, la Iglesia intentó poner en marcha otra cruzada, y el Cuarto Concilio de Letrán (1215) formuló un plan para la recuperación de Tierra Santa. En la primera fase, una fuerza cruzada de Austria y Hungría se unió a las fuerzas del rey de Jerusalén y el príncipe de Antioquía para recuperar Jerusalén. En la segunda fase, las fuerzas cruzadas lograron una hazaña notable con la captura de Damietta en Egipto en 1219, pero ante la insistencia urgente del legado papal, Pelagio, lanzaron un ataque temerario a El Cairo en julio de 1221. Los cruzados fueron rechazados y después sus menguantes suministros les llevaron a un retiro forzado. Un ataque nocturno por parte del Sultán Al-Kamil resultó en un gran número de pérdidas de los cruzados y, finalmente, en la rendición del ejército. Al-Kamil aceptó un acuerdo de paz de ocho años con Europa.

### Sexta cruzada 1228–1229
El emperador Federico II había prometido repetidamente una cruzada, pero no cumplió con su palabra, por lo que fue excomulgado por el papa Gregorio IX en 1228. Sin embargo, el emperador zarpó de Brindisi, aterrizó en Palestina y mediante de la diplomacia, logró un éxito inesperado: Jerusalén, Nazaret y Belén fueron entregadas a los cruzados por un período de diez años.
En 1229, después de no poder conquistar Egipto, Federico II del Sacro Imperio Romano firmó un tratado de paz con Al-Kamil. Este tratado permitió a los cristianos gobernar la mayor parte de Jerusalén, mientras que a los musulmanes se les dio el control de la Cúpula de la Roca y la mezquita de Al-Aksa. Esta paz duró unos diez años. Sin embargo, muchos de los musulmanes no estaban contentos con Al-Kamil por haber cedido el control de Jerusalén, y en 1244, tras un asedio, los musulmanes recuperaron el control de la ciudad.

### Séptima cruzada 1248–1254
Los intereses papales representados por los caballeros Templarios provocaron un conflicto con Egipto en el año 1243, y al año siguiente una fuerza de jorezmitas convocada por los Templarios asaltó Jerusalén. Los cruzados disputaron la batalla de La Forbie en Gaza. El ejército cruzado y sus mercenarios beduinos fueron derrotados por las fuerzas de Baibars. Esta historia es considerada por muchos historiadores como la sentencia de muerte del reino de Outremer.
Aunque esto no provocó una indignación generalizada en Europa como lo había hecho la caída de Jerusalén en 1187, Luis IX de Francia organizó una cruzada contra Egipto de 1248 a 1254, partiendo desde el puerto de Aigues-Mortes, recientemente construido, en el sur de Francia. Fue un fracaso y Luis pasó gran parte de la cruzada viviendo en la corte del reino cruzado en Acre. En medio de esta cruzada tuvo lugar la primera cruzada de los Pastores en 1251.

### Octava cruzada 1270
La octava cruzada fue organizada por Luis IX en 1270, nuevamente partiendo por mar desde Aigues-Mortes, inicialmente para ayudar a los estados cruzados en Siria. Sin embargo, la cruzada se desvió a Túnez, donde Luis pasó solo dos meses antes de morir. Por sus esfuerzos, Luis fue luego canonizado.

### Novena cruzada 1271–1272
El futuro Eduardo I de Inglaterra emprendió otra expedición contra Baibars, sultán mameluco de Egipto y Siria, en 1271, después de haber acompañado a Luis en la octava cruzada. La novena cruzada se consideró un fracaso y terminó con las cruzadas en el Medio Oriente.
En sus últimos años, ante la amenaza de los mamelucos egipcios, las esperanzas de los cruzados descansaban en una alianza franco-mongola. Aunque los mongoles atacaron con éxito tan al sur como Damasco en estas campañas, la capacidad de coordinarse eficazmente con los cruzados en el oeste se frustró en varias ocasiones, especialmente en la batalla de Ain Jalut en 1260. Los mamelucos finalmente cumplieron su promesa de limpiar Oriente Medio de francos. Con la caída de Antioquía (1268), Trípoli (1289) y Acre (1291), los cristianos que no pudieron huir de las ciudades fueron masacrados o esclavizados, y desaparecieron los últimos vestigios del gobierno cristiano en el Levante.

### Cruzadas del norte
Los intentos de la Orden Teutónica de conquistar la Rusia ortodoxa (particularmente las Repúblicas de Pskov y Novgorod), una empresa respaldada por el Papa Gregorio IX, pueden considerarse como parte de las cruzadas del Norte. Uno de los mayores golpes para la idea de la conquista de Rusia fue la batalla del Hielo en 1242. Con o sin la bendición del Papa, Suecia también emprendió varias cruzadas contra el Nóvgorod ortodoxo.
Entre 1232 y 1234, hubo una cruzada contra los stedingers. Esta cruzada fue especial, porque los stedingers no eran paganos o herejes, sino católicos. Eran agricultores libres de Frisia que se ofendieron por los intentos del conde de Oldenburg y del arzobispo de Bremen-Hamburgo de poner fin a sus libertades. El arzobispo los excomulgó, y el papa Gregorio IX declaró una cruzada en 1232. Los stedingers fueron derrotados en 1234.

#### Cruzada aragonesa
La cruzada aragonesa, o cruzada de Aragón, fue declarada por el papa Martín IV contra el rey de Aragón, Pedro III el Grande, en 1284 y 1285.

#### Cruzada contra los tártaros
En 1259, los mongoles dirigidos por Burundai y Nogai Khan devastaron el principado de Halych-Volynia, Lituania y Polonia. Después de eso, el Papa Alejandro IV intentó sin éxito crear una cruzada contra la Horda Azul.

## Segundo Concilio de Lyon
El Segundo Concilio de Lyon fue convocado para tratar de cumplir con el empeño del emperador bizantino Miguel VIII en reunir a la iglesia oriental con Occidente. Deseando poner fin al Gran Cisma que dividió a Roma y Constantinopla, Gregorio X envió una embajada a Miguel VIII Paleólogo, que había reconquistado Constantinopla, poniendo fin a los restos del Imperio Latino en el Este, y pidió a los déspotas latinos en el Este que frenaran sus ambiciones. El 29 de junio de 1274, Gregorio X celebró una misa en la Iglesia de San Juan, en la que participaron ambos bandos. El concilio declaró que la Iglesia romana poseía "la suprema y plena primacía y autoridad sobre la Iglesia católica universal".
El concilio fue aparentemente un éxito pero no proporcionó una solución duradera al cisma; el emperador estaba ansioso por cicatrizar el cisma pero se encontró, desde el primer momento sin la aceptación del bajo clero y del pueblo griego. Sin embargo, el hijo y sucesor de Miguel VII, Andrónico II, repudió la unión.

## Iglesia ortodoxa rusa

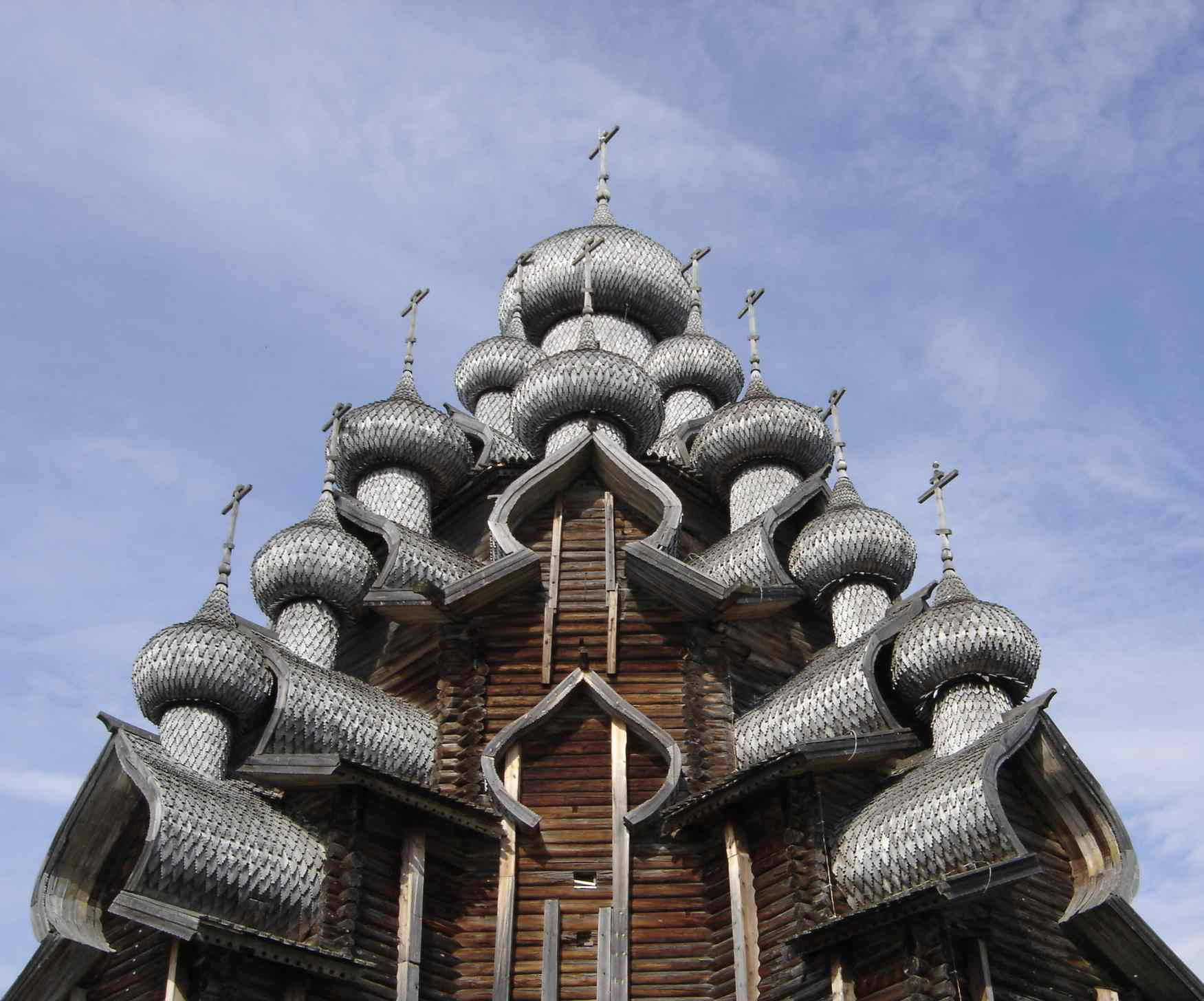
Iglesia de la Transfiguración en Kijí

El gobierno mongol en Rusia duró desde el siglo XIII (el ejército de Genghis Khan penetró en Rusia en los años 1220) hasta el siglo XV, la iglesia rusa disfrutó de una posición privilegiada, obteniendo la exención de los impuestos en 1270. A través de una serie de guerras con países musulmanes, la iglesia efectivamente se estableció como la protectora de la ortodoxia.

## Línea de tiempo
- 1204 - 1261 soldados de la cuarta Cruzada se establecen alrededor de Constantinopla y establecen el Imperio latino
- 1205 - San Francisco de Asís se convierte en ermitaño, fundando la orden franciscana de frailes, renuncia a la riqueza y comienza su ministerio.
- 1210 - Se establece la Orden de los franciscanos[15]
- 1214 - Santo Domingo comienza a promover el Rosario después de una aparición de María
- 1215 - El Cuarto Concilio de Letrán, decretó una vestimenta especial para judíos y musulmanes.
- 1216 - Se establece la Orden dominicana[16]
- 1219 - Francisco de Asís presenta el Evangelio al Sultán de Egipto[17]
- 1220-1263 - St Alexander Nevsky, santo patrón de Rusia
- 1227 - El príncipe Bort de Ucrania se convirtió y se bautizó[18]
- 1231 - Carta de la Universidad de París otorgada por el Papa Gregorio IX.
- 1244 - Los cristianos son reportados a Lituania con el rey Mindaugas siendo este bautizado en 1251[19]
- 1245 - Primer Concilio de Lyon
- 1252 - 15 de mayo, Ad extirpanda, el Papa Inocencio IV autorizó el uso de la tortura por las Inquisiciones
- 1253 - El franciscano William of Rubruck comienza su viaje a los mongoles[20]
- 1260 - Fecha en la que un estudio científico patrocinado por el Vaticano de 1988 ubica el origen de la Sábana Santa de Turín
- 1263 - Del 20 al 24 de julio se celebró en el palacio real del rey Jaime I de Aragón la disputa de Barcelona en presencia del rey, su corte y muchos destacados dignatarios eclesiásticos y caballeros, entre un converso del judaísmo al cristianismo, el fraile dominicano Pablo Christiani y el rabino Nachmanides
- 1266 - El líder mongol Kublai Khan envía al padre y al tío de Marco Polo, Niccolo y Matteo Polo, de regreso a Europa con una solicitud al Papa para enviar 100 misioneros cristianos (solo dos respondieron y uno murió antes de llegar al territorio mongol)[21]
- 1274 - Summa Theologiae, escrito por Tomás de Aquino, teólogo y filósofo, teología sistemática histórica que más tarde se convirtió en doctrina católica oficial.
- 1274 - Segundo Concilio de Lyon
- 1276 - Ramon Llull abre un centro de capacitación para enviar misioneros a África del Norte[22]
- 1291 - Nombramiento del primer obispo indígena en Finlandia[23]
- 1294 - El franciscano Giovanni di Monte Corvino llega a China[24]